# Allantodia siamensis
Allantodia siamensis là một loài thực vật có mạch trong họ Woodsiaceae. Loài này được (C. Chr.) Ching & W.M. Chu miêu tả khoa học đầu tiên năm 1999.